# En el nom del rei
En el nom del rei (In the Name of the King: A Dungeon Siege Tale en anglès) és una pel·lícula de 2007 basada en el videojoc Dungeon Siege. Ha estat doblada al català.

## Argument
Un home anomenat El Granger (Jason Statham) ha d'enfrontar-se al seu destí i derrotar en Galian (Ray Liotta) que ha segrestat la seva dona i assassinat el seu fill.

## Repartiment
- Jason Statham
- Burt Reynolds
- Ray Liotta
- Leelee Sobieski
- Claire Forlani
- Matthew Lillard
- John Rhys-Davies
- Will Sanderson
- Ron Perlman
- Brian J. White
- Kristanna Loken